# Полк поліції «Дніпро-1»
Полк вогневої підтримки «Дніпро-1» — артилерійській підрозділ Управління поліції особливого призначення № 4 Департаменту поліції особливого призначення «ОШБ НПУ «Лють».

## Історія

### Створення
Історія підрозділу розпочалася 14 квітня 2014 року з запису перших добровольців до батальйону патрульної служби міліції особливого призначення у будівлі Дніпропетровської облдержадміністрації.
Формування спецпідрозділу відбувалося на базі раніше створеного Полку національного захисту Дніпропетровської області із добровольців чоловічої статі, віком від 18 до 45 років. Основними критеріями відбору були вік, фізична підготовка та «проукраїнська ідеологія». Перевага віддавалася особам, які пройшли строкову службу у лавах Збройних сил України. Створення батальйону відбувалося при безпосередній участі керівництва Дніпропетровської області. У зв'язку з диверсіями, які вчинялися терористами з «ДНР» та «ЛНР» на території сусідніх Донеччини та Луганщини, керівництвом Дніпропетровщини вирішено було формувати спецбатальйон прискореними темпами. 28 квітня 2014 року обласна міліція звернулася з закликом до жителів області вступати до лав батальйону. Було також переглянуто віковий ценз, внаслідок чого до батальйону отримали змогу вступати особи віком до 50 років.
В квітні лідер Правого сектора Дмитро Ярош оголосив про набір добровольців до батальйонів «Дніпро», «Донбас» та «Слобожанщина». Для того, щоб не плутати батальйон МВС «Дніпро» та батальйон Правого сектора «Дніпро» — їх стали називати «Дніпро-1» та «Дніпро-2». З огляду на обставини смерті Олександра Музичка, керівництво Правого сектора відмовилось співпрацювати з МВС у справі формування та озброєння батальйону «Дніпро-2». В свою чергу, Міністерство оборони України відмовило Правому сектору в державній реєстрації батальйону «Дніпро-2» й інших. Пізніше, у липні, Правий сектор створив воєнізований Добровольчий український корпус, який спорядився трофейною зброєю в зоні проведення АТО на сході України.
Станом на 1 травня 2014 року до батальйону записалося 42 добровольця із військовим досвідом, готових відразу заступити на службу; ще 200 чоловік подали заяви та після перевірки мали пройти прискорений двотижневий курс підготовки. Мінімальний курс міліцейської підготовки включав у себе 50 годин теорії з наступними двотижневими практичними заняттями на полігоні.
6 травня 2014 року було укомплектовано 1-шу роту БПСМОП «Дніпро-1». За словами призначеного командиром батальйону Юрія Берези, новий воєнізований підрозділ МВС України був побудований за моделлю збройних сил Швейцарії, де армія і народ максимально зближені. Юрій Береза також наголосив, що батальйон «Дніпро-1» входить до складу МВС України, керується і звітується перед міністром МВС, а не перед окремими губернаторами.

### Бойовий шлях
Першим кроком батальйону стало забезпечення правопорядку на території Дніпропетровської області та прилеглих районів Донеччини; наступним, — охорона блокпостів та технічна допомога Збройним силам в зоні проведення АТО на сході України.
З 11 травня 2014 року бійці спецбатальйону «Дніпро-1» разом з силами батальйону територіальної оборони Дніпропетровської області розпочали патрулювання території Красноармійського, Добропільського, Великоновосілківського, Олександрівського районів Донеччини з метою підтримки правопорядку, нейтралізація мародерів, бандитів та кримінальних елементів.
24 травня 2014 року підрозділи батальйону прибули до міста Красноармійськ та взяли під охорону будівлю окружної виборчої комісії. 25 травня бійці забезпечували охорону Красноармійської міської ради та виборчих дільниць на території міста. Загалом, особовим складом батальйону було забезпечено проведення виборів Президента України на території Красноармійського, Добропільського, Великоновосілківського, Олександрівського районів Донеччини.
30 травня 2014 року у зв'язку з захопленнями терористами з «ДНР» окремих ділянок Донецької залізниці, батальйон «Дніпро-1» разом з силами батальйону територіальної оборони Дніпропетровської області взяли під контроль залізничні станції Просяна, Слов'янка, Добропілля, Дачна та усі залізничні станції на адміністративній межі Дніпропетровщини та Донеччини. За повідомленням штабу національного захисту Дніпропетровської області, бійці батальйонів отримали повноваження зупиняти та перевіряти поїзди, будь-які пересувні залізничні засоби з метою проведення їх огляду та контролю за пересуванням станціями, а також перевірки документів, особистих речей пасажирів та вантажу.
6 червня 2014 року перша рота батальйону «Дніпро-1» після прийняття присяги на вірність українському народу, відбула у зону проведення АТО. У липні 2014 року частина підрозділів батальйону базувалася у Маріуполі, відповідаючи за забезпечення правопорядку на півдні Донецької області. Зі слів командира батальйону Юрія Берези 300 його бійців постійно виконують бойові завдання, охороняючи узбережжя Азовського моря, патрулюючи кордони на сході тощо. Також бійці батальйону забезпечують охорону працівників прокуратури та слідчих органів під час виконання ними своїх службових обов'язків.
12 червня 2014 року спільно з батальйоном «Азов», «Дніпро-1» брав участь у звільненні міста Маріуполь від бойовиків «ДНР».
14 червня 2014 року батальйон «Дніпро-1» надавав допомогу постраждалим прикордонникам, які були обстріляні з гранатометів на Пост мосту у Маріуполі, а також здійснили супровід вцілілих прикордонників до застави у селищі Амвросієвка, Донецької області.
30 червня МВС оголосило про донабір добровольців.
12 липня 2014 року спецгрупою батальйону «Дніпро-1» у Маріуполі було виявлено явочну квартиру і схованки зі зброєю так званої «ДНР». При обшуку явочної квартири були знайдені мобільні телефони, більше 10 СІМ-карт різних операторів мобільного зв'язку, а також більше 50 ключів різного призначення, в тому числі з брелками від сигналізацій до автомобілів. Було визначено, що комплект ключів може бути від низки гаражних приміщень. В ході проведення слідчих та оперативних заходів гаражні приміщення були розкриті і відпрацьовані. Під час огляду приміщень були знайдені наступні види озброєння: 3 РПГ, 1 пістолет Макарова, 1 граната РГД, а також рідина, за допомогою якої можливе створення саморобних вибухових пристроїв. Вдалося затримати «кістяк бандформування», але частина бойовиків змогла втекти до Донецька. Всіх затриманих терористів і знайдену зброю було передано співробітникам СБУ в зоні проведення АТО для подальшого розслідування.
За повідомленням прес-служби президента, у липні—серпні 2014 року у Новоазовському районі працівниками полку «Дніпро-1» було встановлено місцезнаходження диверсійної групи та її ватажка на прізвисько «Чечен». Повідомлялося, що під час проведених заходів групу було нейтралізовано, проте без ватажка.
4 серпня 2014 року бійцями батальйону на державному кордоні було затримано російського бойовика Миколу Попова.

### Бої за Іловайськ
18 серпня 2-й взвод батальйону «Азов» разом з частинами батальйону «Донбас» та окремою ротою батальйону «Дніпро-1» вели важкі бої на підступах до Іловайська. Увечері частини батальйонів «Азов» та батальйону «Дніпро-1» закріпилися на підступах до міста.
22 серпня Антон Геращенко передав слова комбата Юрія Берези, що проросійські бойовики прив'язали тіло загиблого бійця батальйону до гармати і вистрілили з неї. Юрій Береза підтвердив ці слова у інтерв'ю від 24 листопада 2014 року.

### Полк
23 вересня 2014 року Міністром внутрішніх справ України Арсеном Аваковим підписано розпорядження про переформатування батальйону в полк.
За словами комбата, станом на листопад 2014 року втрати батальйону під Іловайськом становили 14 бійців загиблими та 7 зниклими безвісти.
У ніч з 8 на 9 жовтня, приблизно о 23.00 диверсійна-розвідувальна група полку «Дніпро-1» провела спецоперацію — біля Тельманового, в результаті якої ліквідовано терориста Андрія Борисова («Чечена») і трьох російських військових, серед них — генерал Сергій Андрейченко, який за свідченням преси координував діяльність російських спецслужб в Приазов'ї.
29 грудня 2014 року бійці полку «Дніпро-1» схопили диверсанта та привезли його до Дніпропетровська; 2 січня 2015 року його виміняли на трьох полонених вояків ЗСУ та бійця «Донбасу» Адріана Волгіна, якого зі слів Юрія Берези «з відмороженнями тримали у ямі». Прізвища звільнених: Волгін Адріан Вікторович, 12.10.1984 р.н., пНГУ «Донбас»; Прокопович Вадим Адамович, 3.07.1971 р.н., 128-а гірсько-піхотна бригада, Стаценко Денис Вадимович, 13.11.1988 р.н., 2-й БТрО «Горинь», Борисов Єгор Олександрович 8.10.1991 р.н., 208-а Херсонська зенітно-ракетна бригада, в/ч А-1836.
В липні 2015 під Пісками бійці полку «Дніпро-1» знищили мінометну батарею та 2 казарми терористів, їм вдалося відвоювати нові позиції уздовж лінії фронту, просунулися по стратегічній магістралі на 1 кілометр. Бійці полку розмінували дорогу і поля, закріпили та утримують зайняті позиції.
17 січня 2016 року, після нагородження бійців підрозділу поліції особливого призначення «Дніпро-1» за їх участь в обороні Маріуполя, заступник глави Національної поліції Олександр Фацевич повідомив, що колишні добровольчі підрозділи в системі МВС, а нині — підрозділи поліції особливого призначення повинні стати «кістяком» при формуванні нового поліцейського спецпідрозділу «КОРД».[джерело?]
Проте ті працівники, які не потраплять до спецпідрозділу, на вулиці все ж не залишаться. Зараз підрозділи поліції особливого призначення забезпечують правопорядок у зоні проведення АТО.[джерело?]
Заступник глави Національної поліції зазначив, що у Дніпропетровську спільно з нарядами патрульної поліції цілодобово працюватимуть три бронегрупи. До кожної з них увійдуть по три бійця спецпідрозділу «Дніпро-1». Бронегрупи залучатимуть у разі необхідності проведення поліцейської спецоперації, зокрема — затримання озброєних злочинців. Він також вручив 15 бійцям полку поліції особливого призначення «Дніпро-1» нагороди — медалі «Захиснику Маріуполя».
З осені 2015 року і по теперішній час бійці полку «Дніпро-1» несуть службу на другій лінії фронту, чергують на блокпостах у Бахмуті, Малинівці та Часовому яру, ведуть аеророзвідку та борються з браконьєрською діяльністю у Дніпропетровській області.[джерело?]
28 липня 2016 року, полк «Дніпро-1» виконував роботу з охорони громадського порядку та безпеки громадян України біля Верховної Ради, у Маріїнському парку. Ці заходи були необхідні у зв'язку з хресною ходою УПЦ КП, яка проводиться щорічно і присвячена Дню Хрещення Київської Русі, адже саме у Києві зародилося Християнство. Вже після ходи та всеукраїнської молитви до бійців завітав полковий капелан, Дмитро Повротний, помолився з ними, подякував за безпеку і освятив перед поверненням додому, в Дніпро.[джерело?]
За два дні виконання служби (27 та 28 липня) бійці «Дніпро-1», попри загрозу антидержавних провокацій та сильну спеку, показали свої найкращі якості співробітників полку особливого призначення у виконанні завдань — дисциплінованість та єдність. Завдяки підготовленості та відповідальності хлопців жодних провокацій або сутичок у Києві не відбулось.[джерело?]

### Російське вторгнення 2022 року
У грудні 2023 року «Дніпро-1» був реформований у полк вогневої підтримки та увійшов до складу Об’єднаної штурмової бригади Нацполіції «https://mvs.gov.ua/news/oleksandr-rasevskii-komandir-objednanoyi-sturmovoyi-brigadi-nacionalnoyi-policiyi-ukrayini-liut Бригаду «Лють» очолив полковник Олександр Рашевський]</ref>
На квітень 2023 року полк обороняв Бахмут.
11 травня 2024 року в бригаді «Лють» повідомили, що «Дніпро-1» озброєний самохідними артилерійськими установками та виконує бойові завдання по обороні м. Часів Яр в Бахмутському районі Донецької області.

## Склад

### Бронегрупа
Восени 2015 року в складі Дніпро-1 була створена бронегрупа для проведення спеціальних поліцейських операцій в зоні бойових дій на Донбасі. Бронегрупа комплектується БРДМ-2, МТЛБ, СБА Варта та бронемашинами КрАЗ.[джерело?]

### Аеророзвідка
На базі полку «Дніпро-1» працює взвод аеророзвідки. Оператори БПЛА постійно здійснюють польоти над ворожою територією, з метою розвідки даних про російські терористичні війська. Усі дані оперативно надаються штабу АТЦ. Також на базі працювало конструкторське бюро De Viro, яке є розробником якісних моделей БПЛА та навчає представників інших підрозділів України.[джерело?]

## Командування
- Від початку створення батальйону його командиром був Юрій Береза, який очолює також Штаб національного захисту Дніпропетровської області.[14]
- Наприкінці грудня 2014 року командиром полку став В'ячеслав Печененко, який у травні 2016 року очолив ГУНП у Житомирській області;
- Заступник командира спецпідрозділу «Дніпро-1» з 2014 по 2015 — Дубовський Максим.[38]
- Керівник групи аеророзвідки — Фещенко Віталій;
- З 2015 по 2025 роки полк очолював Рашевський Олександр.[39]
- З травня 2025 року — командир полку — Головень Олексій.

## Оснащення
В арсеналі полку вогневої підтримки «Дніпро-1», наявна бронетехніка (M113, СБА «Новатор»), артилерійське, протитанкове та снайперське озброєння, а також безпілотні авіаційні системи.
Артилеристи полку вогневої підтримки «Дніпро-1» мають на своєму озброєнні причіпні гаубиці калібру 122-мм Д-30, радянські 122-мм самохідні артилерійські установки 2С1 «Гвоздика», а також українські 155-мм самохідні артилерійські установки на колісному ходу 2С22 «Богдана».

## Скандали
6 липня 2016 року Генеральна прокуратура України повідомила, що співробітники правоохоронних органів виявили на базі полку поліції «Дніпро-1» в Дніпропетровській області велика кількість зброї та боєприпасів, незаконно вивезених із зони антитерористичної операції.

## Втрати
- Голозубов Анатолій Анатолійович, солдат, загинув 13 липня 2014 року.
- Харченко Роман Олегович, сержант міліції, загинув 18 серпня 2014 року.
- Тафійчук Сергій Володимирович, старшина міліції, загинув 18 серпня 2014 року.
- Савченко Василь Іванович «Вася», рядовий міліції, загинув 26 серпня 2014 року.
- Хорольський Антон Петрович «Хохол», рядовий міліції, загинув 26 серпня 2014 року.
- Пермяков Дмитро Олександрович «Машина», молодший сержант міліції, загинув 28 серпня 2014 року.
- Мітягін Олександр Петрович «Фізрук», молодший сержант міліції, загинув 28 серпня 2014 року.
- Томілович Денис Григорович «Ден», молодший лейтенант міліції, командир взводу, загинув 29 серпня 2014 року.
- Воронов Сергій Євгенович «Ворон», прапорщик міліції, загинув 29 серпня 2014 року.
- Курносенко Микола Юрійович «Спілберг», старшина міліції, загинув 29 серпня 2014 року.
- Пелипенко Дмитро Миколайович «Пілот», молодший сержант міліції, загинув 29 серпня 2014 року.
- Матущак Юрій Віталійович «Вітер», рядовий міліції, загинув 29 серпня 2014 року.
- Брус Тарас Романович «Брус», рядовий міліції, загинув 29 серпня 2014 року.
- Жайворонок Богдан Сергійович, рядовий міліції, загинув 29 серпня 2014 року.
- Макаренко В'ячеслав Володимирович «Студент», рядовий міліції, загинув 29 серпня 2014 року.
- Пошедін Максим Віталійович, рядовий міліції, загинув 29 серпня 2014 року.
- Колдунов Єгор Олександрович «Техас», рядовий міліції, загинув 29 серпня 2014 року.
- Комісар Володимир Юрійович, рядовий міліції, загинув 29 серпня 2014 року.
- Митник Анатолій Михайлович «Толян», рядовий міліції, загинув 30 серпня 2014 року.
- Савчук Андрій Вікторович «Итальянец», рядовий міліції, загинув 31 серпня 2014 року.
- Українцев Віталій Леонідович «Вожак», старшина міліції, загинув 14 вересня 2014 року.
- Кісловський Віктор Олександрович «Батя», старшина міліції, загинув 14 вересня 2014 року.
- Грачов Сергій Валерійович «Ювелир», рядовий міліції, загинув 14 вересня 2014 року.
- Чернишов Олексій Вікторович «Махно», рядовий міліції, загинув 14 вересня 2014 року.
- Курята Іван Євгенович «Блюхер», сержант міліції, загинув 8 жовтня 2014 року.
- Боняківський Валерій Євгенович «Кабул», старшина міліції, загинув 16 жовтня 2014 року.
- Реута Сергій Іванович «Падре», прапорщик міліції, загинув 23 листопада 2014 року.
- Гребенюк Максим Олегович «Слонік», рядовий міліції, загинув 24 січня 2015 року.
- Оксентюк Олександр Васильович «Сват», доброволець, фахівець групи, загинув 15 березня 2015 року.
- Канаков Ігор Анатолійович «Риба», рядовий міліції, загинув 14 червня 2015 року.[42]
- Дмитрієв Юрій Іванович «Смит», майор міліції, загинув 31 липня 2015 року.
- Матяш Григорій Володимирович «Блек», молодший сержант міліції, загинув 31 липня 2015 року.
- Дерев’янко Олександр Миколайович «Застава», сержант поліції, загинув 19 березня 2023 року.
- Примак Віктор Вікторович «Джейсон», старший сержант поліції, загинув 26 квітня 2025 року.

## Традиції
У серпні 2015 року було запроваджено полкову відзнаку — Лицарський хрест доблесті. Нагорода виконана у формі козацького хреста. Вручення нагород було приурочене до Дня пам'яті міліціонерів, загиблих під час виконання службових обов'язків, та до роковин Іловайської трагедії. Були удостоєні 30 загиблих бійців полку «Дніпро-1», а також 17 вояків «Дніпра» — учасників Іловайських подій і командир спецпідрозділу аеророзвідки полку.
Юрій Береза мав статус почесного командира полку.

## Вшанування
У 2016 році Антін Мухарський (Орест Лютий) зняв кліп на пісню «Росіян в Донбасє нєт». Головними дійовими особами кліпу стали бійці добровольчого полку «Дніпро-1».